# Georges Detaille
Georges Detaille (* 1898 in Longchamps-les-Bastogne; † 20. Jahrhundert oder 21. Jahrhundert) war ein belgischer Journalist.

## Werdegang
Detaille war Redakteur beim Journal de Charleroi und beim Express in Lüttich. Später war er für den Soir Parlamentsberichterstatter. Von 1956 bis 1958 war er Präsident des Allgemeinen Belgischen Presseverbandes (AGPB).

## Ehrungen
- 1958: Großes Verdienstkreuz der Bundesrepublik Deutschland